# Édouard Montoute

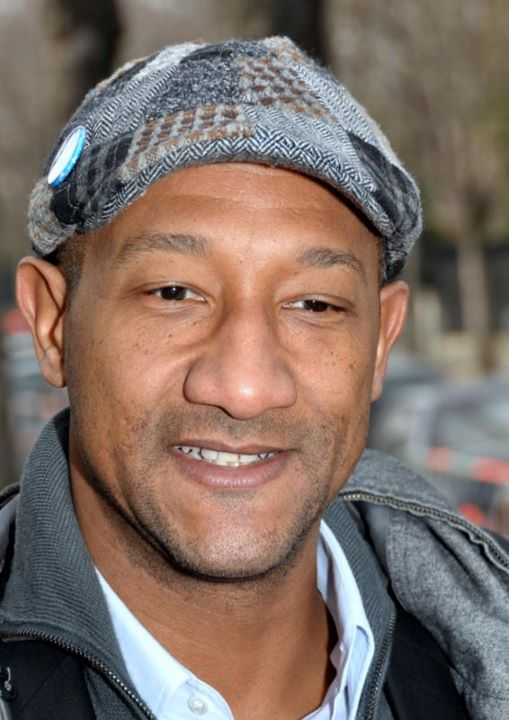
Édouard Montoute (2012)

Édouard Montoute (* 20. Dezember 1970 in Cayenne, Französisch-Guayana) ist ein französischer Schauspieler.

## Biografie
Seit seinem Leinwanddebüt als namenloser Statist in dem Filmdrama Jean Galmot – Flammen über Cayenne vom Alain Maline konnte sich Montoute als Nebendarsteller in französischen Komödien etablieren. So ist er international vor allen Dingen als Alain in den vier Taxi-Filmen Taxi, Taxi Taxi, Taxi 3 und Taxi 4 bekannt geworden.

## Filmografie (Auswahl)
- 1990: Jean Galmot – Flammen über Cayenne (Jean Galmot, aventurier)
- 1991: Paris erwacht (Paris s’éveille)
- 1991–1995: Kommissar Navarro (Navarro, Fernsehserie, 3 Folgen)
- 1995: Hass (La Haine)
- 1998: Taxi
- 1999: Eine andere Welt (Du bleu jusqu’en Amérique)
- 2000: Taxi Taxi
- 2002: Asterix & Obelix: Mission Kleopatra (Astérix & Obélix: Mission Cléopâtre)
- 2002: Femme Fatale
- 2002: Red Siren (La Sirène rouge)
- 2003: Taxi 3
- 2004: Die Liebenden von Cayenne (Les amants du Bagne)
- 2007: Taxi 4
- 2009: Der Affe gibt Buddha Honig (Lady Bar 2)
- 2009: Triff die Elisabeths! (La première étoile)
- 2010: Kleine wahre Lügen (Les petits mouchoirs)
- 2014: Kommissar Caïn (Caïn, Fernsehserie, 2 Folgen)
- 2015: Night Fare – Bezahl mit deinem Leben (Night Farbe)
- 2018: Taxi 5
- 2021: Blast – Gegen die Zeit (Déflagrations)